# 304-я истребительная авиационная дивизия
304-я истребительная авиационная Черкасская Краснознамённая дивизия (304-я иад) — соединение Военно-Воздушных сил (ВВС) Вооружённых Сил РККА, принимавшее участие в боевых действиях Великой Отечественной войны.

## Наименования дивизии
- 304-я бомбардировочная авиационная дивизия;
- 304-я истребительная авиационная дивизия;
- 304-я истребительная авиационная Краснознамённая дивизия;
- 304-я истребительная авиационная Черкасская Краснознамённая дивизия;
- 23-я гвардейская истребительная авиационная Черкасская Краснознамённая дивизия;
- 23-я гвардейская истребительная авиационная Черкасская Краснознамённая ордена Богдана Хмельницкого дивизия;
- Войсковая часть (Полевая почта) 45147.

## Создание дивизии
304-я истребительная авиационная дивизия создана 26 июня 1943 года на основе преобразованной и переданной на формирование 7-го истребительного авиационного корпуса 304-й бомбардировочной авиационной дивизии постановлением ГКО

## Переименование дивизии
Приказом НКО СССР 27 октября 1944 года за образцовое выполнение заданий командования и проявленные при этом мужество и героизм 304-я истребительная авиационная Черкасская дивизия переименована в 23-ю гвардейскую истребительную авиационную Черкасскую дивизию.

## В действующей армии
В составе действующей армии:
- с 01 июня 1943 года по 26 июня 1943 года (как 304-я бад), всего 25 дней
- с 09 июля 1943 года по 21 сентября 1943 года, всего 74 дня
- с 04 октября 1943 года по 27 октября 1944 года, всего 389 дней
- с 27 октября 1944 года по 11 мая 1945 года (как 23-я гв. иад), всего 196 дней

всего — 684 дня

## Командир дивизии
- Подполковник (с 23 октября 1943 года полковник) Печенко Иогансен Константинович[4] — с 26 июня 1943 года по 24 декабря 1943 года, погиб.
- Полковник Грисенко Александр Иванович[5] — с 26 декабря 1943 года по 23 октября 1944 года.
- Полковник Хотелев Иосиф Сидорович[6] — с 24 октября 1944 года по 27 октября 1944 года.

## В составе объединений
| Дата            | Фронт (округ)                        | Армия               | Корпус                                            | Примечания |
| --------------- | ------------------------------------ | ------------------- | ------------------------------------------------- | ---------- |
| 26.06.1943 года | Степной военный округ                | 5-я воздушная армия | 7-й истребительный авиационный корпус             | -          |
| 09.07.1943 года | Степной фронт                        | 5-я воздушная армия | 7-й истребительный авиационный корпус             | -          |
| 21.09.1943 года | Резерв Верховного Главнокомандования | Авиация Резерва ВГК | 7-й истребительный авиационный корпус             | -          |
| 04.10.1943 года | Степной фронт                        | 5-я воздушная армия | 7-й истребительный авиационный корпус             | -          |
| 20.10.1943 года | 2-й Украинский фронт                 | 5-я воздушная армия | 7-й истребительный авиационный корпус             | -          |
| 08.07.1944 года | 1-й Украинский фронт                 | 2-я воздушная армия | 7-й истребительный авиационный корпус             | -          |
| 16.07.1944 года | 1-й Украинский фронт                 | 8-я воздушная армия | 7-й истребительный авиационный корпус             | -          |
| 30.07.1944 года | 1-й Украинский фронт                 | 2-я воздушная армия | 7-й истребительный авиационный корпус             | -          |
| 27.10.1944 года | 1-й Украинский фронт                 | 2-я воздушная армия | 6-й гвардейский истребительный авиационный корпус | -          |

## Части и отдельные подразделения дивизии
За весь период своего существования боевой состав дивизии претерпевал изменения, в различное время в её состав входили полки:
| Период                     | Наименование                                     |
| -------------------------- | ------------------------------------------------ |
| 10.08.1943 — 27.10.1944    | 21-й гвардейский истребительный авиационный полк |
| 26.06.1943 — 27.10.1944    | 69-й гвардейский истребительный авиационный полк |
| 12.08.1943 г. — 27.10.1944 | 9-й истребительный авиационный полк              |

## Участие в операциях и битвах
- Белгородско-Харьковская стратегическая наступательная операция[8]— с 3 августа 1943 года по 23 августа 1943 года.
- Кировоградская операция[8] — с 5 января 1944 года по 16 января 1944 года.
- Корсунь-Шевченковская операция[8] — с 24 января 1944 года по 17 февраля 1944 года.
- Уманско-Ботошанская операция[8] — с 5 марта 1944 года по 17 апреля 1944 года.
- Львовско-Сандомирская операция[8] — с 13 июля 1944 года по 3 августа 1944 года.

## Переименование в гвардейские части
- 9-й истребительный авиационный полк в 211-й гвардейский истребительный авиационный полк[9]

## Награды
- 304-я истребительная авиационная дивизия Указом Президиума Верховного Совета СССР от 9 августа 1944 года за образцовое выполнение заданий командования в боях с немецкими захватчиками при прорыве обороны немцев на Львовском направлении, проявленные при этом доблесть и мужество награждена Орденом Красного Знамени.[10].

## Почётные наименования
- 304-й истребительной авиационной дивизии присвоено почётное наименование «Черкасская»[11]
- 21-му гвардейскому истребительному авиационному полку присвоено почётное наименование «Черкасский»[11]
- 9-му истребительному авиационному полку присвоено почётное наименование «Ярославский»[12]

## Благодарности Верховного Главнокомандующего
Верховным Главнокомандующим дивизии объявлены благодарности:
- За овладение городом Черкассы[11]